# Hibernian Football Club
Cet article concerne un club écossais de football. Pour le club maltais de football, voir Hibernians Football Club.
Maillots
Actualités
Dernière mise à jour : 7 janvier 2025.
Hibernian Football Club est un club écossais de football, fondé en 1875 par des immigrants catholiques irlandais et basé à Édimbourg, qui évolue en Scottish Premiership. Le nom du club vient du mot latin Hibernia qui veut dire Irlande.

## Historique
Le club est fondé en 1875 par des Irlandais du quartier Cowgate à Édimbourg et jouent leurs premiers matches à The Meadows. Ils le nomment Hibernians FC, un dérivé du mot latin Hibernia qui signifie Irlande. Le club se veut catholique et irlandais, les joueurs doivent être membres de l'église catholique Young Men's Society.
Hibernians monte en puissance dans les années 1880 et remporte la Coupe en 1887. Mais une mauvaise gestion aboutit à sa disparition en 1891.
À la fin de 1892 un club se reforme sous le nom de Hibernian FC et s'installe sur le site d'Easter Road. Malgré l'interruption d'activité, les honneurs acquis par Hibernians FC sont considérés comme une continuité de l'histoire de Hibernian FC tout en abandonnant le côté confessionnel et ethnique des premières années. Il devient plus le club d'un quartier (le nord et l'est d'Édimbourg) que d'une communauté.
Il intègre la Ligue de Football en 1893 et remporte le Championnat de D2 à deux reprises avant d'intégrer la D1 en 1895 et retrouve vite le succès en remportant de nouveau la Coupe en 1902 et le Championnat l'année suivante.
Malgré ces bons débuts, Hibernian végète et se voit même relégué en 1931 pendant deux saisons.
Le club vit ses meilleures années après la Seconde Guerre mondiale, devenant l'un des meilleurs clubs britanniques. Il remporte le Championnat en 1948, 1951 et 1952 et termine second derrière les Rangers, en 1950 de un point seulement, et 1953 à la différence de buts. La réussite de l'équipe est symbolisée par les Famous Five, les attaquants Gordon Smith, Bobby Johnstone, Lawrie Reilly, Eddie Turnbull et Willie Ormond qui jouent ensemble de 1949 à 1955. Chacun d'eux a marqué plus de 100 buts pour Hibs. Aujourd'hui, la tribune nord du stade a été nommée en leur honneur.
Le 7 novembre 1951, le club participe au premier match à se dérouler de nuit avec éclairage en Écosse, à l'occasion d'une rencontre contre Stenhousemuir à l'Ochilview Park.
En 1955, malgré une cinquième place en championnat, le club est invité à participer à la nouvelle Coupe d'Europe des Clubs. Le club est désigné pour sa notoriété et la possibilité d'accueillir des matchs de nuit sur son terrain d'Easter Road équipé de projecteurs. C'est ainsi que Hibernian est le premier club britannique à participer à cette compétition.
L'équipe élimine le club de Rot-Weiss Essen sur le score de 4-0 en Allemagne et 1-1 en Écosse, puis se défait de Djurgårdens IF pour atteindre la demi-finale. C'est le Stade de Reims qui met fin à l'aventure sur un score cumulé de 3-0.

## Rivalité
Hibs entretient une rivalité traditionnelle locale avec l'autre grand club d'Édimbourg, Heart of Midlothian. Ce derby constitue l'une des plus anciennes rivalités du football mondial. Les deux équipes se rencontrèrent le jour de Noël 1875, Hearts l'emportant 1-0 ; ce fut le premier match disputé par Hibs.
Leur rivalité prend une nouvelle dimension après une lutte de cinq matchs lors de la Coupe d'Édimbourg en 1878, finalement remportée par Hearts 3-2 après quatre nuls successifs. Les deux clubs ne se sont rencontrés qu'une seule fois en finale de la Coupe d'Écosse, en 1896, pour une victoire de Hearts 3-1. Ce match est aussi connu pour être la seule finale de Coupe non disputée à Glasgow.
Les deux clubs ont été champions d'Écosse à quatre reprises chacun, mais Hearts a remporté plus de Coupes et a le meilleur bilan dans les confrontations directes, avec 273 victoires contre 198 en 615 matches. Environ la moitié de tous ces matchs ont été disputés lors de compétitions locales et matches amicaux. Hibs détient la plus large victoire lors d'un derby, 7-0 à Tynecastle, sur le terrain de Hearts, en 1973.

Bien que la rivalité religieuse ait un aspect du derby, elle n'est pas comparable à l'Old Firm que sont Rangers et Celtic à Glasgow. Les clubs sont des rivaux incontournables, mais c'est principalement «bon enfant».

## Bilan sportif

### Palmarès
| Compétitions nationales | Compétitions internationales                         |
| - Championnat d'Écosse (4) : - Champion : 1903, 1948, 1951 et 1952 - Vice-champion : 1897, 1947, 1950, 1953, 1974 et 1975 - Coupe d'Écosse (3) : - Vainqueur : 1887, 1902 et 2016 - Finaliste : 1896, 1914, 1923, 1924, 1947, 1958, 1972, 1979, 2001, 2012, 2013 et 2021 - Coupe de la Ligue d'Écosse (3) : - Vainqueur : 1973, 1992 et 2007 - Finaliste : 1951, 1969, 1975, 1986, 1994, 2004 et 2016 - Championnat d'Écosse de deuxième division (6) : - Champion : 1894, 1895, 1933, 1981, 1999 et 2017 - Football World Championship (1) : - Vainqueur : 1887 - Summer Cup (2) : - Vainqueur : 1941 et 1964 - Finaliste : 1942 et 1945 - Southern League Cup (1) : - Vainqueur : 1943-1944 - Glasgow Cup (1) : - Vainqueur : 1902 - East of Scotland League : (1) - Vainqueur : 1902 - Wilson Cup : - Vainqueur à 14 reprises - Tennents' Sixes : (1) - Vainqueur : 1990 | - Coupe des clubs champions : - 1/2 finaliste : 1956 |

### Bilan européen
Légende
- Victoire ou qualification pour le tour suivant
- Match nul
- Défaite ou élimination de la compétition

Note : dans les résultats ci-dessous, le score du club est toujours donné en premier.
| Saison    | Compétition                | Tour                | Club                     | Domicile             | Extérieur            | Total                |
| --------- | -------------------------- | ------------------- | ------------------------ | -------------------- | -------------------- | -------------------- |
| 1955-1956 | Coupe des clubs champions  | Huitièmes de finale | Rot-Weiss Essen          | 1 - 1                | 4 - 0                | 5 - 1                |
| 1955-1956 | Coupe des clubs champions  | Quarts de finale    | Djurgårdens IF           | 1 - 0                | 3 - 1                | 4 - 1                |
| 1955-1956 | Coupe des clubs champions  | Demi-finales        | Stade de Reims           | 0 - 1                | 0 - 2                | 0 - 3                |
| 1960-1961 | Coupe des villes de foires | Huitièmes de finale | FC Lausanne-Sport        | Victoire par forfait | Victoire par forfait | Victoire par forfait |
| 1960-1961 | Coupe des villes de foires | Quarts de finale    | FC Barcelone             | 3 - 2                | 4 - 4                | 7 - 6                |
| 1960-1961 | Coupe des villes de foires | Demi-finales        | AS Rome                  | 2 - 2                | 3 - 3                | 0 - 6 5 - 11         |
| 1961-1962 | Coupe des villes de foires | Seizièmes de finale | Os Belenenses            | 3 - 3                | 3 - 1                | 6 - 4                |
| 1961-1962 | Coupe des villes de foires | Huitièmes de finale | Étoile rouge de Belgrade | 0 - 1                | 0 - 4                | 0 - 5                |
| 1962-1963 | Coupe des villes de foires | Seizièmes de finale | Stævnet (en)             | 4 - 0                | 3 - 2                | 7 - 2                |
| 1962-1963 | Coupe des villes de foires | Huitièmes de finale | Utrecht XI               | 2 - 1                | 1 - 0                | 3 - 1                |
| 1962-1963 | Coupe des villes de foires | Quarts de finale    | Valence CF               | 2 - 1                | 0 - 5                | 2 - 6                |
| 1965-1966 | Coupe des villes de foires | 32es de finale      | Valence CF               | 2 - 0                | 0 - 2                | 0 - 3 2 - 5          |
| 1967-1968 | Coupe des villes de foires | 32es de finale      | FC Porto                 | 3 - 0                | 1 - 3                | 4 - 3                |
| 1967-1968 | Coupe des villes de foires | Seizièmes de finale | SSC Naples               | 5 - 0                | 1 - 4                | 6 - 4                |
| 1967-1968 | Coupe des villes de foires | Huitièmes de finale | Leeds United             | 1 - 1                | 0 - 1                | 1 - 2                |
| 1968-1969 | Coupe des villes de foires | 32es de finale      | Olimpija Ljubljana       | 2 - 1                | 3 - 0                | 5 - 1                |
| 1968-1969 | Coupe des villes de foires | Seizièmes de finale | Lokomotive Leipzig       | 3 - 1                | 1 - 0                | 4 - 1                |
| 1968-1969 | Coupe des villes de foires | Huitièmes de finale | Hambourg SV              | 2 - 1                | 0 - 1                | 2 - 2E               |
| 1970-1971 | Coupe des villes de foires | 32es de finale      | Malmö FF                 | 6 - 0                | 3 - 2                | 9 - 2                |
| 1970-1971 | Coupe des villes de foires | Seizièmes de finale | Vitória Guimarães        | 2 - 0                | 1 - 2                | 3 - 2                |
| 1970-1971 | Coupe des villes de foires | Huitièmes de finale | Liverpool FC             | 0 - 1                | 0 - 2                | 0 - 3                |
| 1972-1973 | Coupe des coupes           | Seizièmes de finale | Sporting CP              | 6 - 1                | 1 - 2                | 7 - 3                |
| 1972-1973 | Coupe des coupes           | Huitièmes de finale | Besa Kavajë              | 7 - 1                | 1 - 1                | 8 - 2                |
| 1972-1973 | Coupe des coupes           | Quarts de finale    | Hajduk Split             | 4 - 2                | 0 - 3                | 4 - 5                |
| 1973-1974 | Coupe UEFA                 | 32es de finale      | Keflavík                 | 2 - 0                | 1 - 1                | 3 - 1                |
| 1973-1974 | Coupe UEFA                 | Seizièmes de finale | Leeds United             | 0 - 0 ap             | 0 - 0                | 0 - 0 (4 - 5 tab)    |
| 1974-1975 | Coupe UEFA                 | 32es de finale      | Rosenborg BK             | 9 - 1                | 3 - 2                | 12 - 3               |
| 1974-1975 | Coupe UEFA                 | Seizièmes de finale | Juventus FC              | 2 - 4                | 0 - 4                | 2 - 8                |
| 1975-1976 | Coupe UEFA                 | 32es de finale      | Liverpool FC             | 1 - 0                | 1 - 3                | 2 - 3                |
| 1976-1977 | Coupe UEFA                 | 32es de finale      | FC Sochaux-Montbéliard   | 1 - 0                | 0 - 0                | 1 - 0                |
| 1976-1977 | Coupe UEFA                 | Seizièmes de finale | Östers IF                | 2 - 0                | 1 - 4                | 3 - 4                |
| 1978-1979 | Coupe UEFA                 | 32es de finale      | IFK Norrköping           | 3 - 2                | 0 - 0                | 3 - 2                |
| 1978-1979 | Coupe UEFA                 | Seizièmes de finale | RC Strasbourg            | 1 - 0                | 0 - 2                | 1 - 2                |
| 1989-1990 | Coupe UEFA                 | 32es de finale      | Videoton FC              | 1 - 0                | 3 - 0                | 4 - 0                |
| 1989-1990 | Coupe UEFA                 | Seizièmes de finale | RFC Liège                | 0 - 0                | 0 - 1 ap             | 0 - 1                |
| 1992-1993 | Coupe UEFA                 | 32es de finale      | RSC Anderlecht           | 2 - 2                | 1 - 1                | 3 - 3E               |
| 2001-2002 | Coupe UEFA                 | 64es de finale      | AEK Athènes              | 3 - 2 ap             | 0 - 2                | 3 - 4                |
| 2004-2005 | Coupe Intertoto            | Deuxième tour       | FK Vėtra                 | 1 - 1                | 0 - 1                | 1 - 2                |
| 2005-2006 | Coupe UEFA                 | Premier tour        | Dnipro Dnipropetrovsk    | 0 - 0                | 1 - 5                | 1 - 5                |
| 2006-2007 | Coupe Intertoto            | Deuxième tour       | Dinaburg FC              | 5 - 0                | 3 - 0                | 8 - 0                |
| 2006-2007 | Coupe Intertoto            | Troisième tour      | Odense BK                | 2 - 1                | 0 - 1                | 2 - 2E               |
| 2008-2009 | Coupe Intertoto            | Deuxième tour       | IF Elfsborg              | 0 - 2                | 0 - 2                | 0 - 4                |
| 2010-2011 | Ligue Europa               | Troisième tour Q    | NK Maribor               | 2 - 3                | 0 - 3                | 2 - 6                |
| 2013-2014 | Ligue Europa               | Deuxième tour Q     | Malmö FF                 | 0 - 7                | 0 - 2                | 0 - 9                |
| 2016-2017 | Ligue Europa               | Deuxième tour Q     | Brøndby IF               | 0 - 1                | 1 - 0 ap             | 1 - 1 (3 - 5 tab)    |
| 2018-2019 | Ligue Europa               | Premier tour Q      | NSÍ Runavík              | 6 - 1                | 6 - 4                | 12 - 5               |
| 2018-2019 | Ligue Europa               | Deuxième tour Q     | Asteras Tripolis         | 3 - 2                | 1 - 1                | 4 - 3                |
| 2018-2019 | Ligue Europa               | Troisième tour Q    | Molde FK                 | 0 - 0                | 0 - 3                | 0 - 3                |
| 2021-2022 | Ligue Europa Conférence    | Deuxième tour Q     | FC Santa Coloma          | 3 - 0                | 2 - 1                | 5 - 1                |
| 2021-2022 | Ligue Europa Conférence    | Troisième tour Q    | HNK Rijeka               | 1 - 1                | 1 - 4                | 2 - 5                |
| 2023-2024 | Ligue Europa Conférence    | Deuxième tour Q     | Inter Club d'Escaldes    | 6 - 1                | 1 - 2                | 7 - 3                |
| 2023-2024 | Ligue Europa Conférence    | Troisième tour Q    | FC Lucerne               | 3 - 1                | 2 - 2                | 5 - 3                |
| 2023-2024 | Ligue Europa Conférence    | Barrages Q          | Aston Villa              | 0 - 5                | 0 - 3                | 0 - 8                |
| 2025-2026 | Ligue Europa               | Deuxième tour Q     | FC Midtjylland           | 1 - 2 ap             | 1 - 1                | 3 - 2                |
| 2025-2026 | Ligue Conférence           | Troisième tour Q    | Partizan Belgrade        | 2 - 3 ap             | 2 - 0                | 4 - 3                |
| 2025-2026 | Ligue Conférence           | Barrages Q          | Legia Varsovie           | -                    | -                    | -                    |

1. ↑  Match d'appui disputé à Rome.
2. ↑  Match d'appui disputé à Valence.

## Joueurs et personnalités du club

### Entraîneurs
| - Dan McMichael : 1900-1903 - Hugh Shaw : 1948-1961 - Jock Stein : 1964-1965 - Eddie Turnbull : 1971-1980 - Bertie Auld : 1980-1982 - Alex Miller : 1986-1996 - Alex McLeish : 1998-2001 - Franck Sauzée : 2002 - Tony Mowbray : 2004-2006 - John Collins : 2006-2007 - Alan Stubbs : 2014-2016 - Neil Lennon : 2016-jan. 2019 - Paul Heckingbottom : fév. 2019-nov. 2019 - Jack Ross : nov. 2019-déc. 2021 - Shaun Maloney : déc. 2021-avr. 2022 - Lee Johnson : 2022-août 2023 - Nick Montgomery : sep. 2023-mai 2024 - David Gray : depuis juin 2024 |

### Hall of Fame
Hibernian a inauguré son Hall of Fame en 2010. Sont répertoriés en tant que membres:
- Joe Baker
- John Brownlie (en)
- Peter Cormack
- Alex Cropley
- Arthur Duncan (en)
- Tom Farmer (en)
- John Fraser (en)
- Stephen Glass (en)
- Bobby Johnstone
- Jimmy McColl
- James McGhee (en)
- Jackie McNamara
- Jimmy O'Rourke (en)
- Willie Ormond
- Tommy Preston (en)
- Lawrie Reilly
- Harry Rennie
- Alan Rough
- Hugh Shaw (en)
- Gordon Smith
- Pat Stanton
- Eric Stevenson (en)
- Eddie Turnbull
- Michael Whelahan (ru)
- Keith Wright (en)